# Базиліка святих Івана і Павла
Базиліка святих Івана і Павла (лат. Basilica sanctorum Johannis et Pauli, італ. Basilica dei Santi Giovanni e Paolo) — католицький храм в Римі, Італія. Розташований на пагорбі Целій. Названа на честь святих Івана і Павла. Титулярна церква. Належить ордену Пасіоністів. Відома є через збережені під нею рештки давньоримських будівель, на яких вона частково і стоїть.

## Історія
Церква присвячена двом римським солдатам мученикам Івану і Павлу, які були страчені у 362 році на сьогоднішньому місці церкви під час переслідувань християн при мператорі Юліані Відступнику. Перша церква була побудована вже у 398 році при сенаторі Памахії.
Церква декілька разів перебудовувалася, в тому числі у бароковому стилі. У результаті реконструкції у XII столітті з'явилися портик з колонами іонічного ордера і два кам'яні леви біля входу.
Основна реставрація внутрішнього оздоблення проводилася у 1725–1734 р.: дерев'яна стеля, в абсиді з'явилася фреска роботи Кристофоро Ронкаллі (Помаранчо) «Спаситель у славі» (1588 рік).
Романська кампаніла, побудована у часи правління папи Адріана IV прикрашена кольоровими кахлями. У 1949 романський фасад церкви був відновлений.
У ході розкопок в XIX ст. в церковних підвалах були виявлені руїни римського цегляного будинку I–IV ст. з добре збереженими язичницькими і християнськими фресками (Венера, фігура з чашею в християнському ораторіумі), руїни античного храму Клавдія.

## Кардинали титулярної церкви
Церква Святих Івана і Павла є титулярною церквою, кардиналом-священиком з титулом церкви Святих Івана і Павла
- 1535—1540: Афонсу, архієпископ Лісабонський.
- 21 лютого 2001: — Едуард Майкл Іган.